# Język woi
Język woi (a. wo’oi, wooi) – język austronezyjski z wyspy Yapen w prowincji Papua w Indonezji. Według danych szacunkowych z 2016 r. mówi nim 3 tys. osób.
Obszar użytkowania tego języka obejmuje wsie Wooi (Woi) i Woinap (Wainap) na zachodnim skraju wyspy Yapen. Dodatkowo posługują się nim mieszkańcy miejscowości Yenuari (Yenyari) na wyspie Miosnum (Num, Ninoing). Pewni jego użytkownicy zamieszkują także ośrodki miejskie indonezyjskiej Papui (Sorong, Manokwari, Serui, Biak, Jayapura).
Powszechna jest wielojęzyczność. W szerokim użyciu jest malajski papuaski, który służy jako regionalna lingua franca. Znany jest także język indonezyjski. Malajski papuaski i indonezyjski to języki używane w sferze religijnej i edukacji. Część osób zna też inne języki regionu (biak, pom, ansus, wandamen).
Odnotowano, że malajski papuaski stał się dominującym językiem wśród młodszych grup wiekowych. Niemniej woi pozostaje w powszechnym użyciu na terenach wiejskich. Społeczność ma w większości pozytywny stosunek do swojego języka. W miastach woi jest zdecydowanie wypierany przez malajski.
W słownictwie woi zidentyfikowano zapożyczenia z malajskiego i ansus. Częsty jest code switching między woi a malajskim papuaskim. Zaobserwowano niewielkie różnice dialektalne między Wooi a Woinap, przy czym dotyczą one przede wszystkim cech fonologii, a jedynie w minimalnym zakresie leksyki. 
Do XXI w. pozostawał praktycznie nieudokumentowany, a dostępne materiały ograniczały się do danych leksykalnych. Badaniem tego języka zajmował się Y. Sawaki, autor obszernego opracowania gramatycznego (A Grammar of Wooi, 2016) . Jest zapisywany alfabetem łacińskim. W 2010 r. opracowano projekt ortografii. 